# Cadrema nigripleuralis
Cadrema nigripleuralis är en tvåvingeart som beskrevs av Kanmiya 1989. Cadrema nigripleuralis ingår i släktet Cadrema och familjen fritflugor. Inga underarter finns listade i Catalogue of Life.